# Bultaco
|  | Aquest article tracta sobre la històrica empresa de Sant Adrià. Si cerqueu informació sobre la nova empresa de motos elèctriques, vegeu «Bultaco Motors». |

Bultaco fou una empresa catalana fabricant de motocicletes des de 1958 fins a 1983. La seva raó social era Bultaco Compañía Española de Motores S.A., abreujat Bultaco Cemoto. Tenia la fàbrica a Sant Adrià de Besòs, al Barcelonès.
El maig de 2014, tres dècades després del seu tancament, s'anuncià el retorn de la marca de mans de l'empresa Bultaco Motors, que es dedicà a la fabricació de motocicletes elèctriques en una nova fàbrica a Montmeló (Vallès Oriental) amb professionals provinents de Derbi. La nova empresa va fer fallida el 2019.

## Història

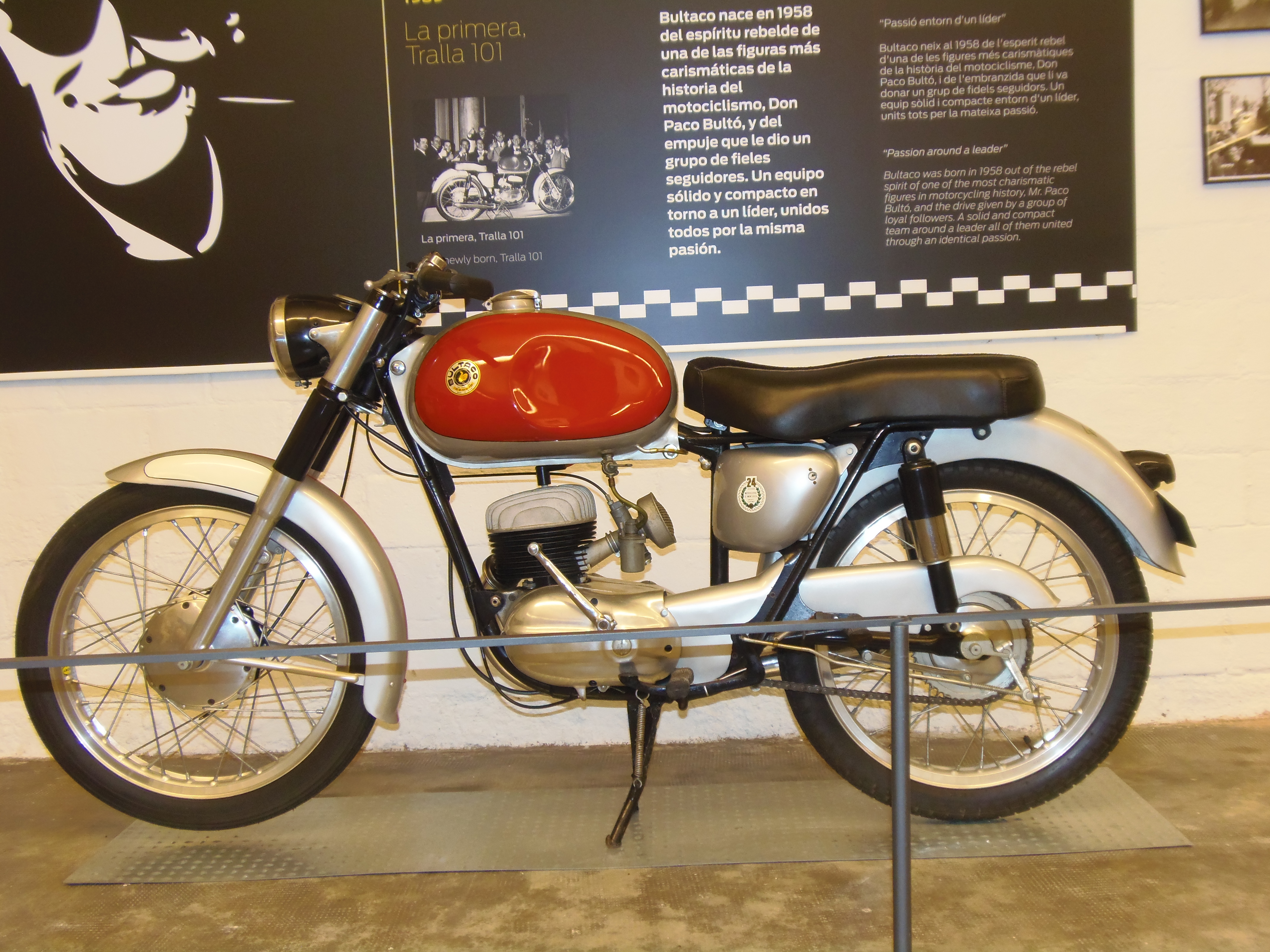
La Tralla 101 125cc de 1959, el primer model fabricat per l'empresa

L'origen de l'empresa de motocicletes Bultaco es remunta al maig de 1958. Francesc Xavier (Paco) Bultó era aleshores director i copropietari de Montesa, empresa de motocicletes que havia fundat amb Pere Permanyer el 1944. Després d'uns anys de creixement sostingut i d'èxit a les curses de velocitat, Montesa es va traslladar el 1957 a unes instal·lacions més grans. El trasllat fou complicat i es va interrompre un temps la producció. A més, va coincidir amb una recessió en l'economia espanyola. Això va causar tensions entre Bultó i Permanyer, l'accionista majoritari, qui considerava que l'empresa s'havia de retirar de la competició per encarar millor la crisi. Bultó, l'ànima de la política esportiva de l'empresa i responsable de gran part de les seves innovacions tècniques, s'hi va oposar violentament. En no arribar a un acord, Bultó va decidir deixar Montesa per concentrar-se en els seus altres negocis. Tal com era d'esperar, la majoria del departament de competició de Montesa va plegar poc després.
La idea de crear una nova empresa la va tenir Bultó al cap de pocs dies, quan va ser convidat a una reunió per alguns ex-treballadors del departament de competició de Montesa. Impacient per tornar a la competició, es va convèncer que la millor manera de fer-ho era amb una empresa nova de trinca. Les coses es varen desenvolupar ràpidament i l'empresa es va constituir el 17 de maig de 1958, començant en condicions molt precàries en una masia de Sant Adrià de Besòs, el Mas Casellas.
Els primers treballadors de Montesa a seguir Francesc Xavier Bultó en la nova aventura varen ser els següents:
| Nom                       | Càrrec                    |
| ------------------------- | ------------------------- |
| Rafael Ariño i Sancho     | Control de Qualitat       |
| Fèlix Arsequell           | Oficina Tècnica           |
| Marcel Cama i Marquès     | Pilot i Dissenyador       |
| Joan Chalamanch i Noguer  | Gestió Industrial         |
| John Grace                | Pilot i Dissenyador       |
| Francisco López Quesada   | Banc de proves            |
| Jaume Mas i Puigventós    | Cap de mecànics de Curses |
| Josep Maria Nogué i Tutor | Coordinador de Producció  |
| Albert Nomen i Segarra    | Recerca i Competició      |
| Josep Nomen i Segarra     | Gestió de Fabricació      |
| Joan Prat i Pla           | Auditoria Econòmica       |
| Tomàs Salafranca i Siguan | Secretari de Direcció     |
| Josep Sol i Sol           | Qualitat de Producte      |

Més tard, a mesura que Bultaco es posava en marxa, d'altres tècnics i directius varen canviar també a la nova empresa, fins a un nombre total de 60 segons algunes fonts.
El 24 de març de 1959 Bultaco va celebrar una roda de premsa i va llançar la seva primera moto, la Bultaco Tralla 101 de 125 cc. Tot just dos mesos més tard Bultaco va participar en el seu primer Gran Premi del campionat espanyol de velocitat, ocupant set dels deu primers llocs i encetant així una carrera d'èxits que duraria fins al dia del seu tancament.

### El nom de l'empresa i el logotip
BULTACO prové de la combinació de les quatre primeres lletres del cognom del seu fundador, BULTó, amb les tres darreres del seu sobrenom, pACO. La marca va tenir força èxit i va explotar comercialment la seva semblança amb la frase anglesa Built to go (traduïble per "construït per anar, per funcionar"). CEMOTO és la sigla de Compañía Española de Motores.
L'altra part del logotip de l'empresa, el símbol del "dit rampant", el va idear Paco Bultó després de veure el motociclista britànic David Whitworth fent aquest senyal al seu equip de boxes per indicar que tot anava bé. Aquell gest, aleshores no gens comú, l'havia après Whitworth de la seva estada a la RAF, on els pilots d'avions el feien servir abans d'envolar-se per tal d'indicar al personal de terra que estaven a punt i ja els podien treure les falques de les rodes.

### Els inicis i el creixement dels 60
L'empresa anà creixent lentament. Entre març i agost de 1959, es va passar de produir dues motocicletes diàries a cinc, arribant a set al setembre. Un mes després del llançament al mercat de la primera Tralla n'aparegué una versió esportiva: la Tralla 101 Sport.
Seguint la màxima de Francesc Xavier Bultó, «El mercat segueix la bandera de quadres», es creà un equip de competició (que anomenaren "Escudería Dos Tiempos") format per Paco González, Marcel Cama, John Grace i Ricardo Quintanilla. També es començaren a provar aquell mateix any, 1959, modalitats fora d'asfalt com ara el motocròs, tot participant en una cursa a Manresa amb una Tralla 101 modificada per a l'ocasió.
El gener de 1960 es presentà al Palau Municipal d'Esports de Barcelona la nova 155, amb un parell motor modificat per a un millor rendiment. Al març, la 101 i la 155 s'exhibiren al "Saló de l'Automòbil, la Moto i la Bicicleta de Ginebra". Aquell any, la producció total de l'empresa arribà a les 4.171 unitats i es desenvolupà el prototipus anomenat "Cazarécords", amb motor de 175 cc, amb el qual es varen batre cinc rècords mundials de velocitat al circuit de Montlhéry. Fou també l'any de l'aparicio de la Sherpa S de motocròs (amb el motor de la tralla 101) i la Sherpa N per a l'entorn rural (amb el de la 155).
El 1961 es posava a la venda una moto més barata i senzilla, sense perdre qualitat i robustesa, la Mercurio. Per tal de demostrar-ne la fiabilitat s'hi circulà durant 11 dies sense parar, recorrent 14.000 km per la península Ibèrica. Era una moto senzilla, sense cromats, amb el càrter sense polir i el tub d'escapament pintat. La Mercurio inicià una etapa dedicada bàsicament als models de carretera, seguida per la Metralla 62 el 1962 i per la Tralla 102 el 1963.

### El fora d'asfalt

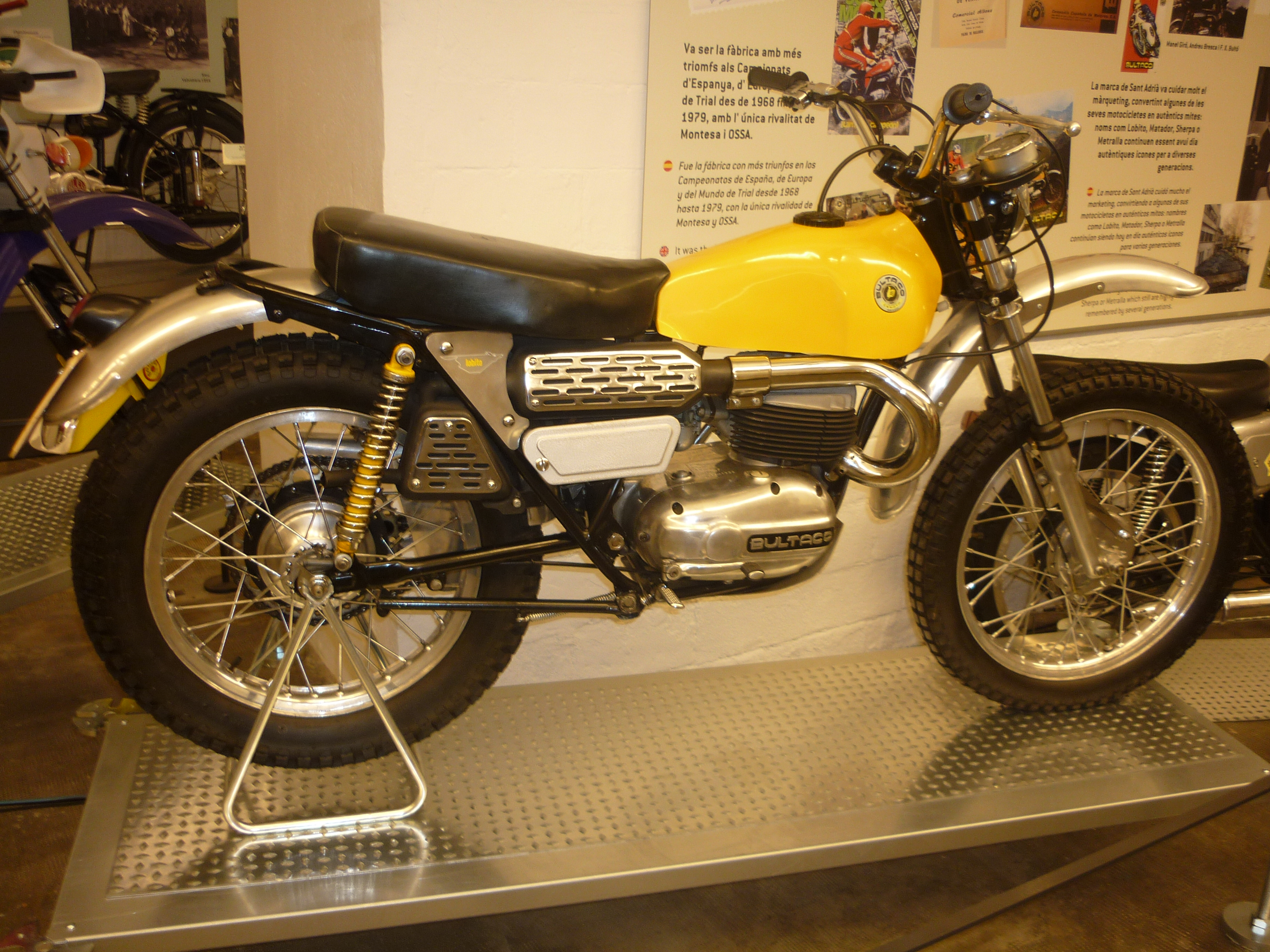
La Lobito MK3 125cc de 1969

Paral·lelament, Bultaco progressava en motocròs i començava a provar l'enduro (aleshores anomenat Tot-Terreny) i el trial, amb èxits com ara les medalles d'or aconseguides als ISDT de 1962 o la primera participació de la marca als Sis Dies d'Escòcia, el 1963. En vista d'aquestes experiències, aquell any Paco Bultó decidí que el futur de l'empresa era el fora d'asfalt: tots els models de carretera es deixaren de fabricar tret de la Metralla, la Mercurio i la TSS de velocitat. Aquell any, d'una producció total d'11.836 unitats se n'exportaren 885, la majoria als EUA.
Amb l'aparició de la Sherpa T de trial el 1965, Bultaco encetà una llarga era de domini d'aquesta disciplina. Aquell any sortí també la Matador d'enduro i el 1967 la Pursang de motocròs, model que donà moltes satisfaccions a la marca.

### El mercat americà i la crisi del 73
El mercat dels EUA s'havia consolidat com al més important per a l'empresa, fins al punt que hi tenia quatre distribuïdors: un a Nova York, un altre a Santa Clara i dos més a Califòrnia (un al nord i l'altre al sud). El 1966, any d'aparició de la Metralla Mk2, s'hi exportaren 7.199 motos d'un total de 20.042 produïdes. Per tal de consolidar-s'hi, es tragueren models exclusius per al gust americà, com ara El Bandido per a curses pel desert o l'Astro per a Flat track.
Tot i que el 1973 havia començat amb un gran èxit esportiu, la victòria de Jim Pomeroy amb la Pursang al Circuit del Vallès, aquell fou un mal any per a Bultaco, ja que la forta crisi que patiren els EUA provocà l'augment del preu del petroli i l'afebliment de l'economia americana. Això, unit a l'entrada de les marques japoneses en el mercat motociclista nord-americà, provocà un gir fatídic en les vendes de la marca catalana, que començaren a baixar força en aquell país. Calia, doncs, tornar a fabricar motos d'asfalt. D'acord amb aquesta nova política, al Saló de l'Automòbil de Barcelona de 1974 es presentà la nova Metralla GT amb engegada elèctrica, però la moto no tingué gaire èxit.

### Problemes i vagues
Les convulsions socioeconòmiques esdevingudes després de la mort del general Franco deixaren l'empresa tocada de mort. L'abril de 1976, pocs mesos abans de traslladar-se a una nova fàbrica (a Sant Adrià mateix), l'empresa patí la seva primera vaga i hagué de tancar durant 90 dies (57 segons altres fonts). Aquests problemes interns serien la causa que la marca no fos capaç de treure al mercat les grans novetats que s'esperaven per al Saló de l'Automòbil de Barcelona d'aquell any. L'única novetat fou la Mercurio 175 GT. Poc després, la marca anuncià el final de la Mercurio i la Metralla i el llançament de noves motos de carretera: la Streaker i la Metralla GTS (la "groga", amb 6 velocitats).
Mentrestant, la situació de l'empresa anava empitjorant. Malgrat que el 1977 Bultaco era el primer fabricant del sector a l'estat espanyol i el segon a Europa, amb un nivell d'exportació del 44,55% d'una producció anual de 22.000 unitats i unes vendes de 1.500 milions de pts (uns 9 milions d'euros al canvi), a la memòria anual presentada aquell any Cemoto reconeixia que s'havien comès molts errors, traduïts en importants baixes de producció, entre els quals «manca de visió de futur, previsions errònies, seqüència desordenada en les sèries produïdes, manca de gestió d'estocs, absència de departament d'investigació i desenvolupament i manca d'informació comptable i financera». El maig de 1978 començaren els problemes laborals seriosos. El 7 d'agost, el diari La Hoja del Lunes publicà que l'austríaca Puch volia absorbir Cemoto, però les negociacions fracassaren. A partir d'aquest moment, els fets es precipitaren i diversos problemes comercials, financers, laborals i de tota mena acabaren provocant la fi de l'empresa.

### Final de l'empresa

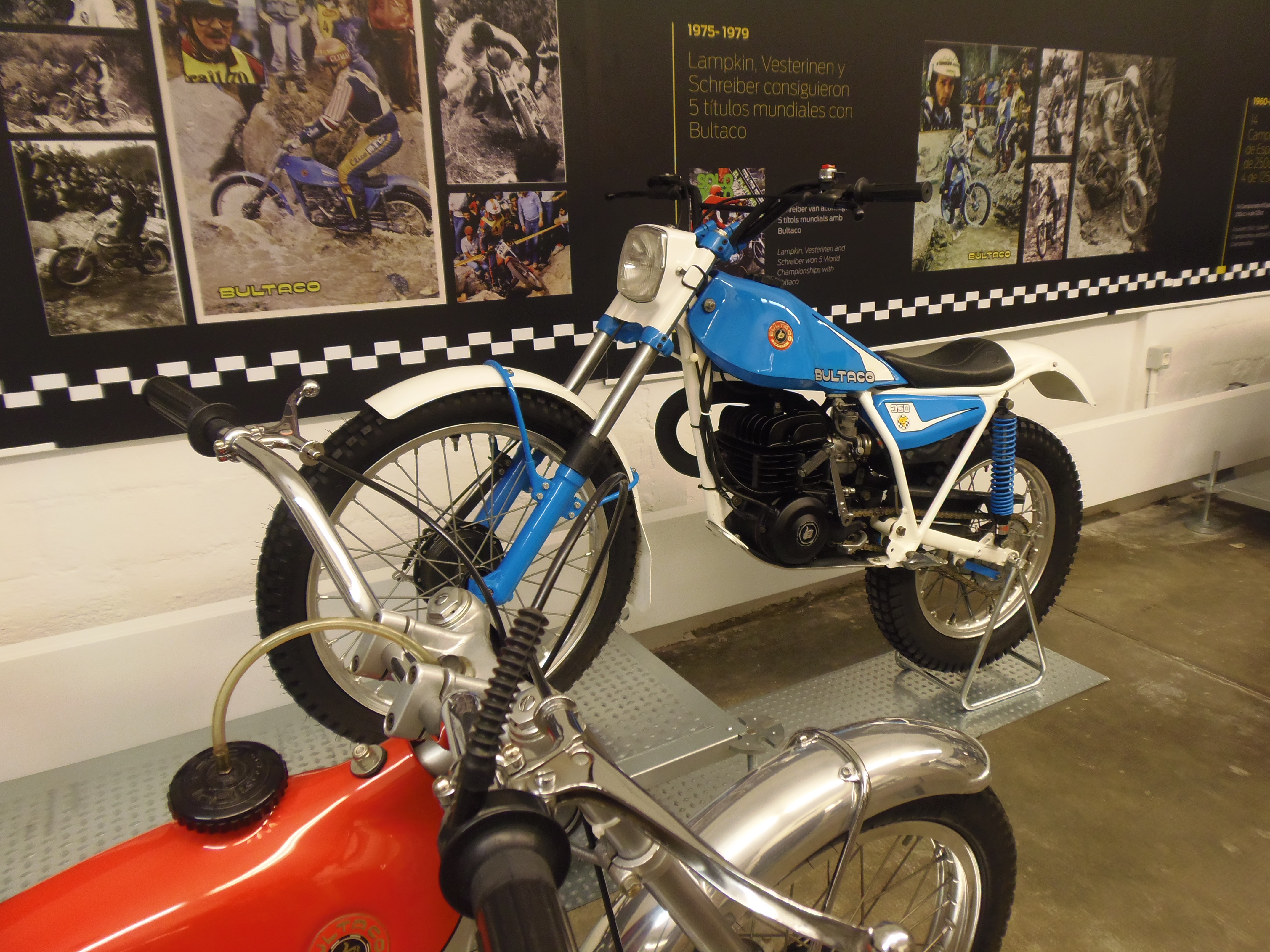
La Sherpa T 350 199B de 1981 fou el darrer model fabricat per Bultaco

Malgrat la seva popularitat i rendibilitat econòmica inicial, a causa de la forta crisi industrial i les pressions del mercat Bultaco va haver de tancar el 1979. La família Bultó cedí l'empresa als treballadors, els quals es constituïren en cooperativa laboral i intentaren aconseguir crèdits de l'administració sense èxit. Un cop represes les activitats el 1980, es varen muntar i vendre alguns models amb les peces que havien quedat a la fàbrica i després es malvengueren els recanvis a preu de pes, es desballestà la maquinària i utillatges amb igual finalitat i fou venuda fins i tot la col·lecció de motos de competició històriques de la marca. La realitat es va imposar i Bultaco va tancar definitivament el 1983. Uns anys més tard, el 1987, es varen desballestar les naus de la fàbrica i es va vendre tot com a ferralla.
De fet aquesta crisi va afectar tot el sector, provocant el tancament d'OSSA i Mototrans (fabricant català de les Ducati per al mercat espanyol). Altres marques com Montesa, Puch Avello i Sanglas foren absorbides per l'arribada al mercat de marques japoneses com Honda, Suzuki i Yamaha, respectivament.
Durant el procés de tancament de Bultaco, el ministeri d'indústria espanyol va obligar la cúpula directiva de Montesa a comprar-ne la marca. Anys a venir, Bultó va demanar a la direcció de Montesa els drets mercantils sobre el logotip i la marca de Bultaco, al·legant que no tenien cap valor comercial per a Honda. Montesa concedí de franc aquesta cessió de propietat industrial i fou gràcies a aquesta transacció que el 1999 el fabricant Derbi va ressuscitar Bultaco amb una reedició de la Lobito i el llançament d'una línia de roba esportiva. Actualment al mercat hi ha productes de tota mena que llueixen la famosa marca i logotip.
Paral·lelament, el 1998 els drets comercials de la marca Bultaco van ser adquirits per Marc Teissier que els va fer servir per ajudar a llançar una nova moto de trial de la seva empresa Sherco Moto SARL. Les motos van sortir amb el nom de Bultaco Sherco, però ja l'any 2000 es van convertir en Sherco by Bultaco i el 2001 el nom Bultaco va ser-ne eliminat per complet.

## La fàbrica de Bultaco
El Mas Casellas de Sant Adrià de Besòs, on hi havia la fàbrica de Bultaco, era conegut també com a Can Sambró o Can Mantega. La finca estava situada al costat de les vies de tren de la línia Barcelona-Mataró, al nord-est de l'actual barri de La Mina (al seu antic emplaçament hi ha actualment un aparcament a l'aire lliure i un equipament del barri). L'espai que va ocupar el Mas Casellas limita actualment amb el carrer Cristòfol de Moura i pel seu interior hi passa el de Llevant (ambdós, inexistents a l'època de la fàbrica de Bultaco).

## Actualitat

### El retorn
El 16 de maig de 2014, el director general de Bultaco Motors Curro Bultó (fill del fundador), anuncià en una entrevista a Catalunya Ràdio que Bultaco tornaria a fabricar motocicletes en una nova fàbrica a Montmeló, prop del Circuit de Catalunya. Aquest cop les motocicletes serien elèctriques, de tecnologia pròpia, i estava previst que es comencessin a comercialitzar a partir del 2015. Bultó afegí que un cop la factoria estigués a ple rendiment podria suposar la creació de 150 llocs de treball i 500 entre directes i indirectes.
L'anunci oficial del retorn de Bultaco es va fer oficial a Londres l'endemà, dissabte 17 de maig, coincidint amb el 56è aniversari del naixement de la marca.

### Exposició
Coincidint amb el retorn de la marca, el Museu de la Moto de Barcelona organitzà una exposició temporal dins les seves instal·lacions, anomenada «Bultaco. Motos de Llegenda», en la qual es podia admirar una selecció de 26 motocicletes i tota mena de material relacionat amb la històrica empresa. L'exposició es pogué visitar del 31 d'octubre de 2014 al novembre de 2015.

## Producció
Al llarg de la seva existència, l'empresa va fabricar gairebé 250 versions diferents de models de totes les especialitats, arribant a produir-ne aproximadament un total de 330.000 unitats. Exportà als cinc continents, essent els seus principals mercats exteriors França, Itàlia, el Regne Unit, els EUA, Bèlgica, els Països Baixos, Dinamarca, Suècia, Finlàndia, Àustria, Suïssa, Irlanda, Grècia, el Canadà, l'Argentina i el Japó, entre altres països.
Malgrat fabricar motos per a tota mena d'especialitats esportives (incloent-hi les curses de velocitat, "dirt-track", etc.), Bultaco va destacar en la fabricació i en les competicions de motos de fora d'asfalt, principalment trial, motocròs i enduro.

### La TSS
La TSS de velocitat aparegué el 1961 i fou la primera moto de competició a ser venuda al públic. El nom corresponia a les inicials de Tralla Super Sport, ja que era una adaptació de la Tralla 101. Aquest model s'exportà arreu del món i fou considerat durant anys la millor opció disponible per a competir en velocitat de forma privada.
La TSS es va fabricar en les cilindrades de 125, 175, 200, 250 i 350 cc, representant un important èxit comercial per a Bultaco, alhora que donà prestigi internacional a la marca gràcies als seus èxits esportius. Durant la seva etapa de producció, diversos futurs campions s'iniciaren en competició amb una TSS i, al mateix temps, pilots de renom hi aconseguiren victòries i podis en diversos Grans Premis.

### La Sherpa T
Potser el model de Bultaco més famós és la Sherpa T, una moto de trial que va revolucionar aquest esport a mitjans dels 60 i que va marcar un punt d'inflexió en la marxa de l'empresa. Fins aleshores el trial era un esport gairebé exclusivament britànic, tant pel que fa als pilots com a les motos, que eren màquines feixugues propulsades per motors de quatre temps de 500 cc. El campió nord-irlandès de trial Sammy Miller va col·laborar amb Paco Bultó per a produir una màquina lleugera amb un motor de dos temps de 250 cc molt àgil i potent. Des del seu naixement el 1964, la Sherpa T va esdevenir imbatible i va condemnar les de quatre temps a l'oblit d'un dia per l'altre, popularitzant de passada el trial a Europa (on es convertí durant els 60 i sobretot els 70 en un fenomen de masses), i més tard als EUA, oferint un mercat ben lucratiu per a Bultaco.
Veient l'èxit de Bultaco amb la Sherpa T, les altres marques catalanes Montesa i OSSA van seguir el seu exemple amb els models Cota i MAR respectivament, monopolitzant entre les tres aquest esport. En el cas de Montesa, encara avui dia segueix guanyant-ne títols arreu del món, ara sota la marca Montesa Honda.
La Sherpa es va fabricar en les cilindrades de 74, 125, 250, 325 i 350 cc. Estèticament, va començar combinant els colors vermell i platejat, fins al 1979 que va passar al blau.

### La Pursang
L'altre model capdavanter de Bultaco fou la Pursang, màquina de motocròs que va dominar l'especialitat durant anys, sobretot en la cilindrada de 250 cc. Va ser el model que més va exportar Bultaco als EUA. Aquesta moto destacava per la seva potència i facilitat de conducció, així com per la seva versatilitat, que feia que pogués competir fàcilment en pràcticament qualsevol tipus de prova de velocitat de fora d'asfalt, a banda del motocròs.
La Pursang es va fabricar en les cilindrades de 125, 250, i 370 cc, anomenant-se'n les versions MK2, MK3, MK4... d'un any a l'altre. Al llarg de la seva història i segons la cilindrada, va alternar diferents colors, predominant les versions vermelles o blaves, habitualment amb franges blanques laterals.

### Altres models
Alguns altres models destacats varen ser aquests:
- Metralla, Mercurio i Streaker, de carretera[26]
- Astro, per a curses de “dirt-track”[26]
- Alpina, de “trail”[4]
- Sherpa S, de motocròs
- El Bandido, per a curses pel desert
- Matador i Frontera, d'enduro
- Junior i Lobito, per a joves[26]
- Chispa, de trial infantil

Models de motocicleta Bultaco
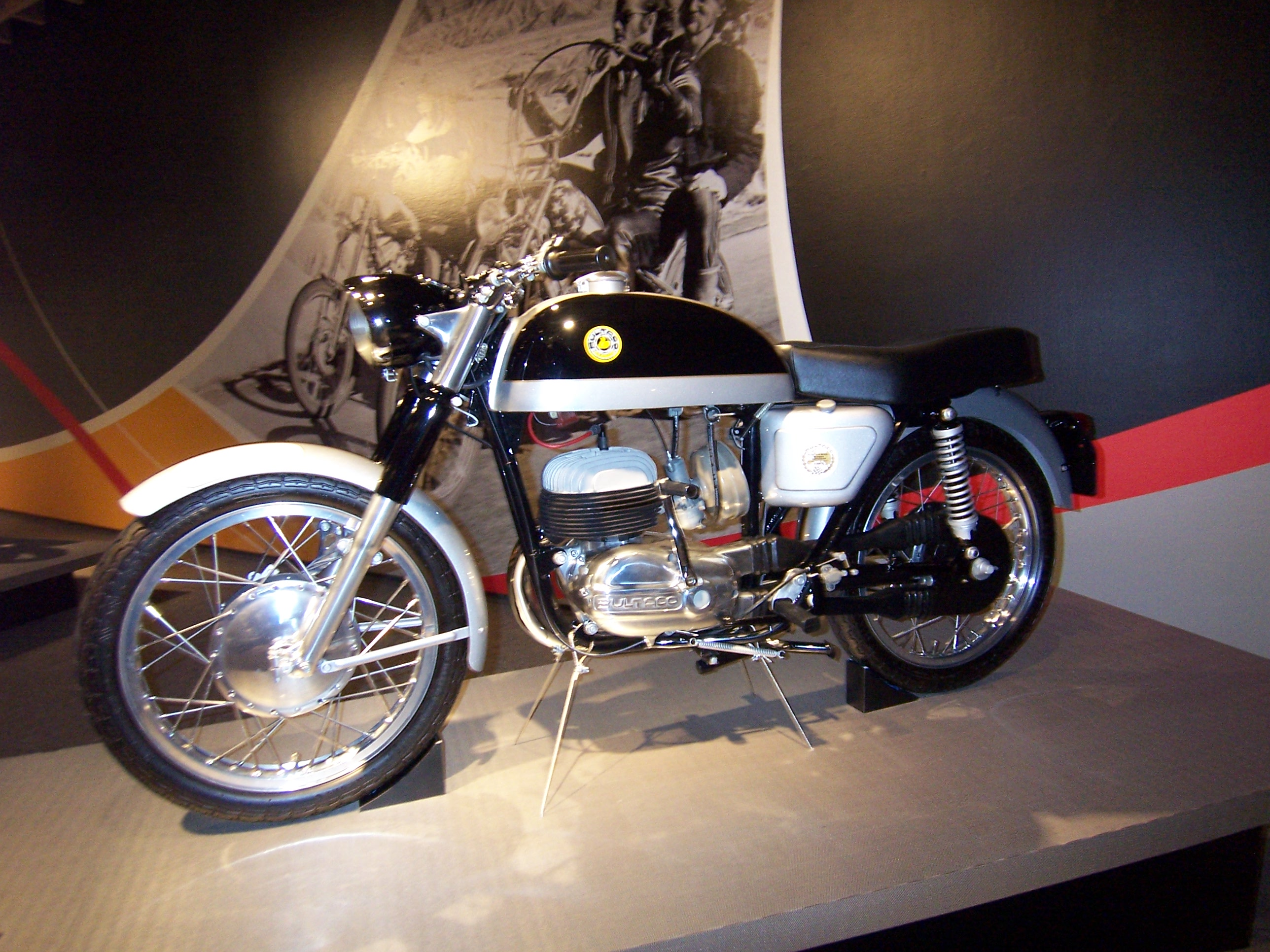
Metralla Mk2 250 cc de 1967.
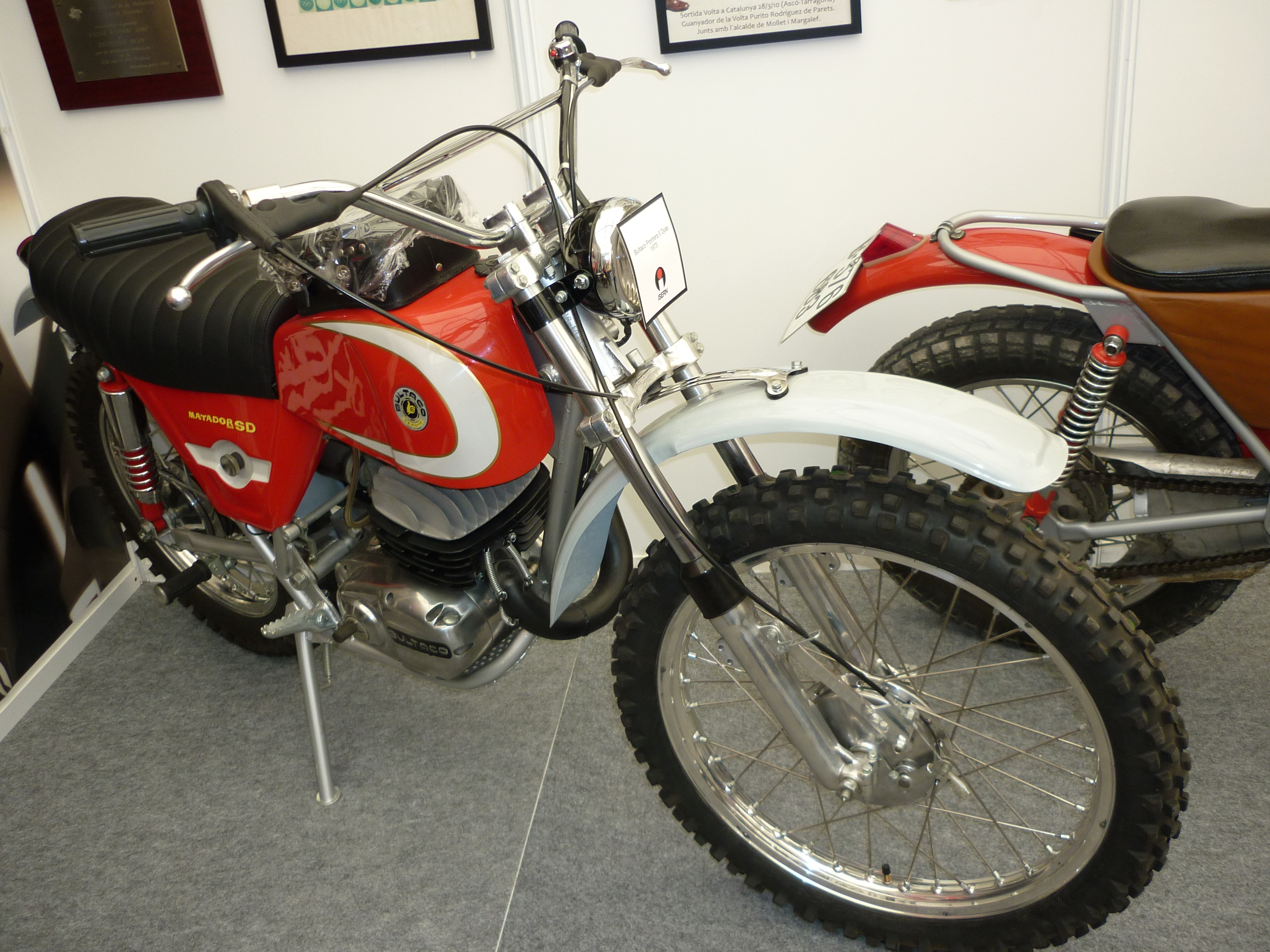
Matador SD 250 cc de 1973.
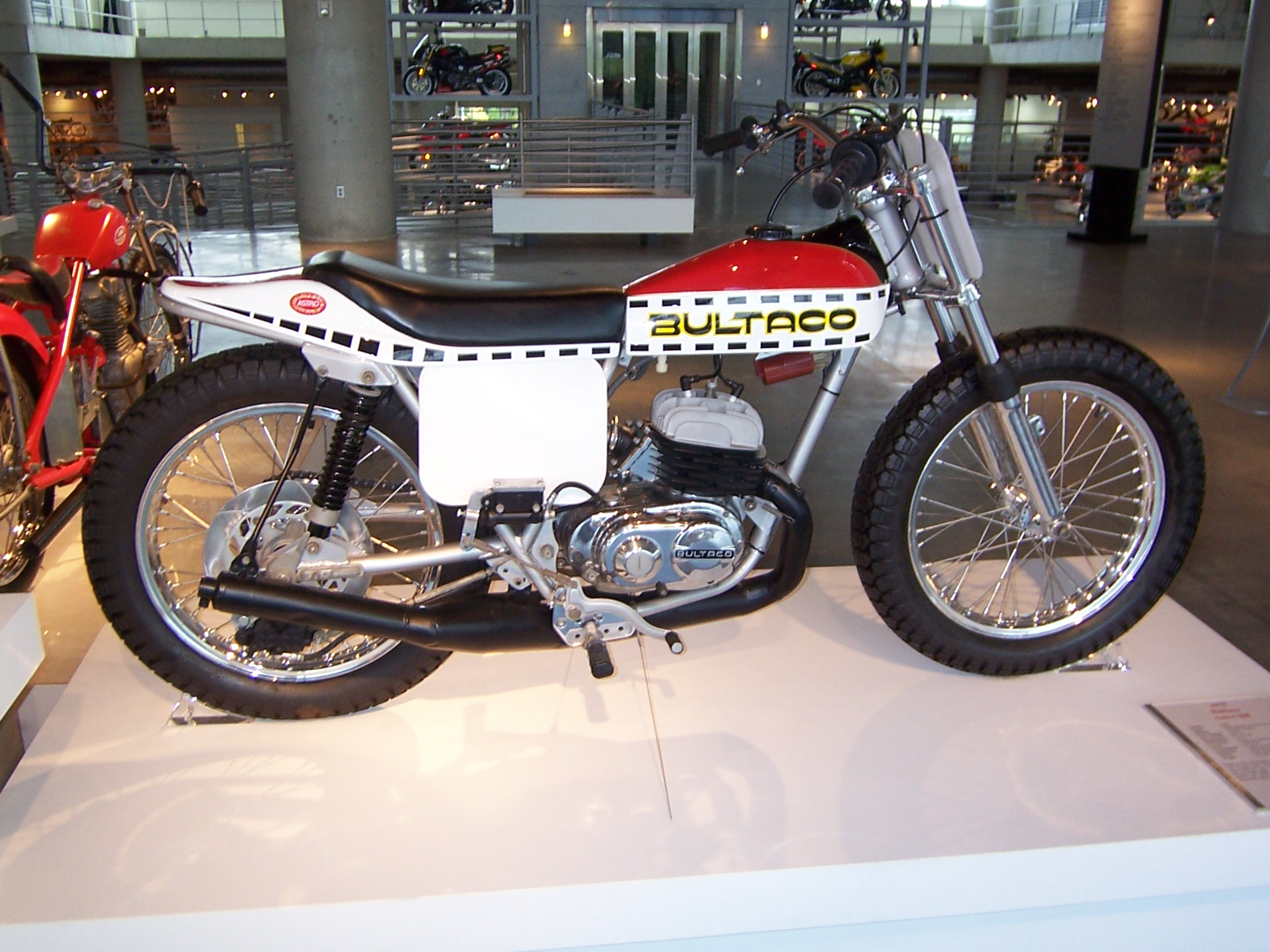
Astro 360 cc de 1975.
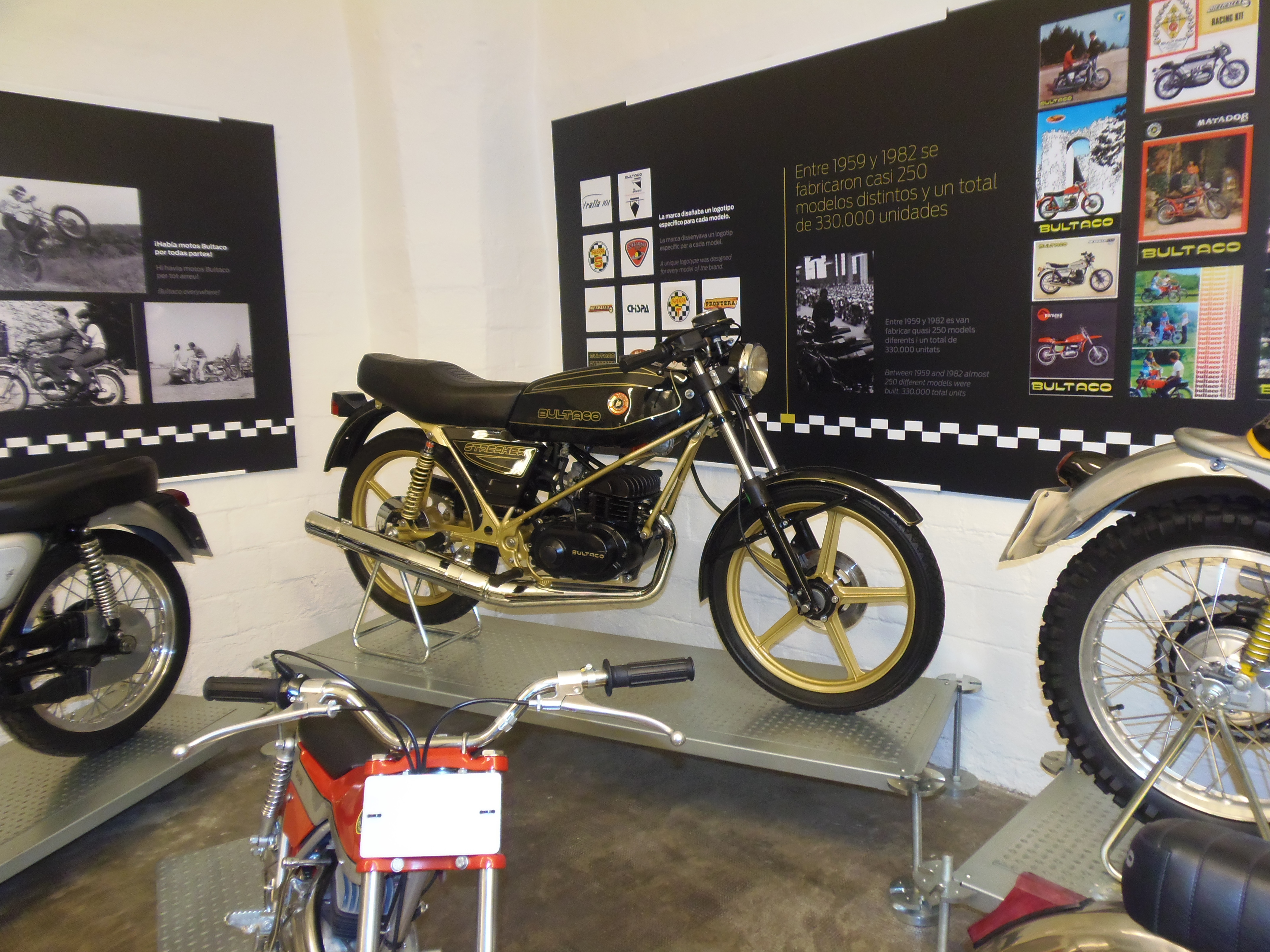
Streaker 125 cc de 1978.

### Característiques tècniques
Les motos Bultaco van ser majoritàriament impulsades per motors monocilíndrics, refrigerats per aire, de dos temps, però també n'hi hagué algunes versions refrigerades per aigua. El pilot havia de mesclar l'oli i la benzina manualment, segons els percentatges indicats pel fabricant.

## Competició
En total i comptant totes les disciplines, els pilots de Bultaco assoliren 9 títols mundials (5 de trial i 4 de velocitat) i més de 100 campionats estatals a nombrosos països.

### Velocitat

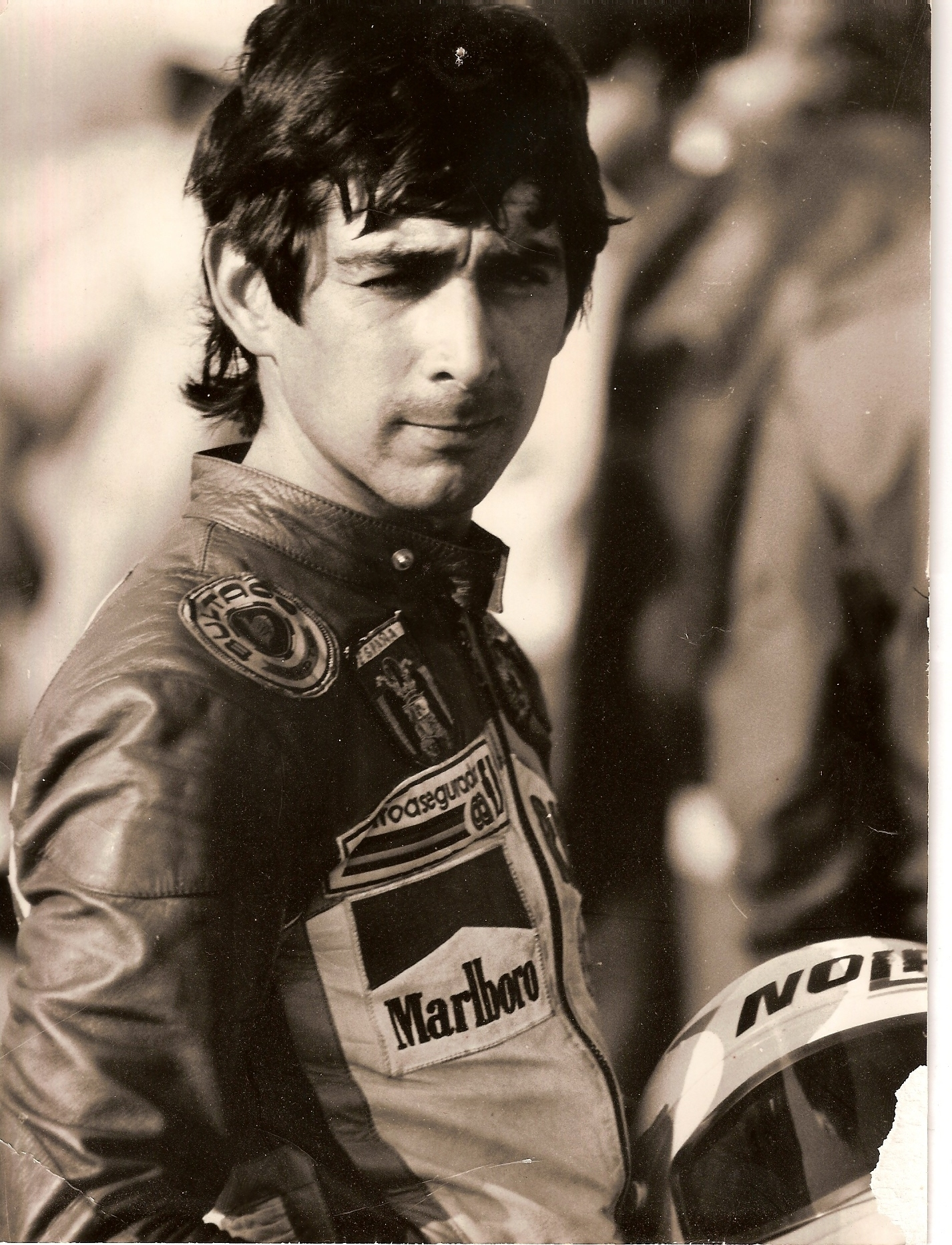
Ricardo Tormo cap a 1978

Bultaco va destacar de bon començament en les competicions de velocitat, amb pilots d'èxit internacional com ara el català Ramon Torras, el valencià José Medrano o el neozelandès Ginger Molloy durant els anys 60. A mitjans d'aquella dècada, l'empresa es va decantar prioritàriament per les especialitats del fora d'asfalt, però tot i així continuà competint en velocitat, on les seves TSS eren molt preuades pels pilots privats. Cap a 1970, però, Bultaco abandonà definitivament la velocitat, en part degut al potencial tecnològic de les marques japoneses però també a dos accidents mortals de pilots de la marca que afectaren notablement a Paco Bultó: el de Ramon Torras (1965) i el de Pedro Álvarez (1969).
Ja a mitjan dècada de 1970, la firma va tornar a interessar-se per aquesta disciplina i, gràcies al fitxatge de pilots com ara l'espanyol Ángel Nieto o el valencià Ricardo Tormo, va guanyar campionats mundials de 50cc i va obtenir molt bons resultats en la categoria dels 125cc. Finalment, a escala estatal, Bultaco va aconseguir entre 1961 i 1982 un total de 28 Campionats d'Espanya de velocitat i dues victòries a les 24 Hores de Montjuïc.
D'altra banda, cap a final de la dècada, Bultaco llançà una fórmula de promoció del seu model de carretera per a joves (la Streaker), anomenada Copa Bultaco Streaker. La competició constava de diverses curses i calia participar-hi amb una d'aquestes motocicletes, sense modificar. Es convocà només el 1979 i serví per a donar a conèixer joves valors que pocs anys després triomfaren al mundial de velocitat, entre els quals Sito Pons (guanyador de la Copa), Carles Cardús i Jorge Martínez, "Aspar".
Entre d'altres, destacaren com a pilots de la marca:
| Pilots de velocitat destacats amb Bultaco | Pilots de velocitat destacats amb Bultaco | Pilots de velocitat destacats amb Bultaco | Pilots de velocitat destacats amb Bultaco | Pilots de velocitat destacats amb Bultaco |
| ----------------------------------------- | ----------------------------------------- | ----------------------------------------- | ----------------------------------------- | ----------------------------------------- |
| John Grace                                |                                           | Georges Monneret                          |                                           | Paco González                             |
| Dan Shorey                                |                                           | Ramon Torras                              |                                           | Ginger Molloy                             |
| Tommy Robb                                |                                           | Barry Smith                               |                                           | Jack Findlay                              |
| Rodney Gould                              |                                           | Salvador Cañellas                         |                                           | José Medrano                              |
| Barry Sheene                              |                                           | Ángel Nieto                               |                                           | Ricardo Tormo                             |

- Els títols mundials de velocitat obtinguts per pilots de motocicletes Bultaco en la categoria de 50cc foren aquests:

| Any   | Campió        |
| ----- | ------------- |
| 1976  | Ángel Nieto   |
| 1977  | Ángel Nieto   |
| 1978  | Ricardo Tormo |
| 1981  | Ricardo Tormo |
| Total | 4             |

### Trial

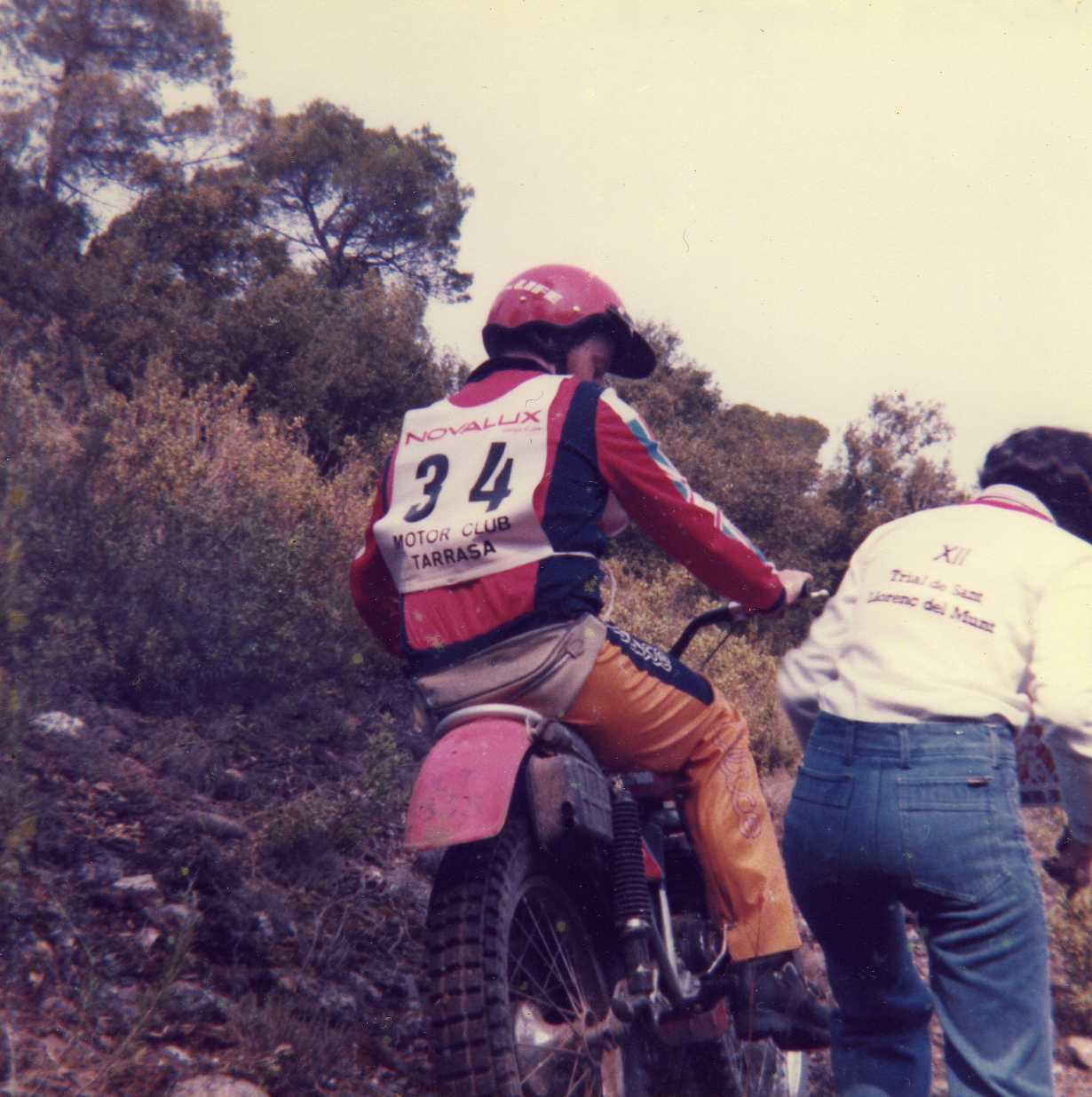
Martin Lampkin amb la Sherpa T

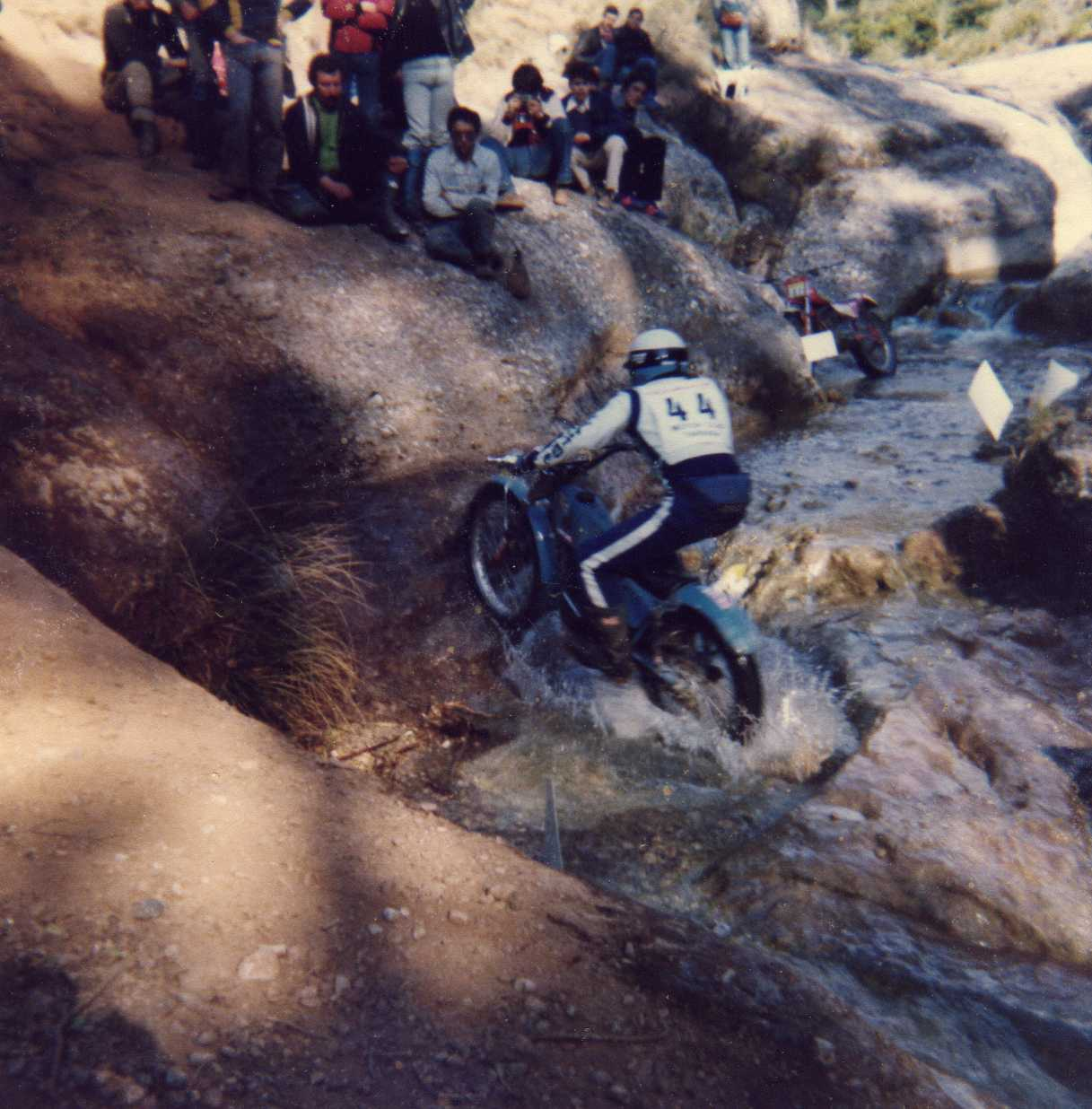
Yrjö Vesterinen amb la Sherpa T

En el camp del trial, Bultaco va dominar l'especialitat des de 1965 (aparició de la Sherpa T) fins al tancament de la fàbrica, guanyant nombrosos títols arreu del món, incloent-hi campionats europeus i mundials, així com victòries als Sis dies d'Escòcia. Destacaren com a pilots de la marca:
| Pilots de trial destacats amb Bultaco | Pilots de trial destacats amb Bultaco | Pilots de trial destacats amb Bultaco | Pilots de trial destacats amb Bultaco | Pilots de trial destacats amb Bultaco |
| ------------------------------------- | ------------------------------------- | ------------------------------------- | ------------------------------------- | ------------------------------------- |
| Sammy Miller                          |                                       | David Thorpe                          |                                       | Malcolm Rathmell                      |
| Martin Lampkin                        |                                       | Yrjo Vesterinen                       |                                       | Charles Coutard                       |
| Joe Wallman                           |                                       | Ettore Baldini                        |                                       | Bernie Schreiber                      |
| Ignasi Bultó                          |                                       | Manuel Soler                          |                                       | Toni Gorgot                           |

- Els títols mundials de trial obtinguts foren aquests:

| Any   | Campió           |
| ----- | ---------------- |
| 1968  | Sammy Miller     |
| 1970  | Sammy Miller     |
| 1973  | Martin Lampkin   |
| 1974  | Malcolm Rathmell |
|       |                  |
| 1975  | Martin Lampkin   |
| 1976  | Yrjö Vesterinen  |
| 1977  | Yrjö Vesterinen  |
| 1978  | Yrjö Vesterinen  |
| 1979  | Bernie Schreiber |
| Total | 9                |

Nota.- Fins al 1974 inclòs el Campionat era d'Europa, i a partir de 1975 va passar a anomenar-se Campionat del Món.

### Motocròs

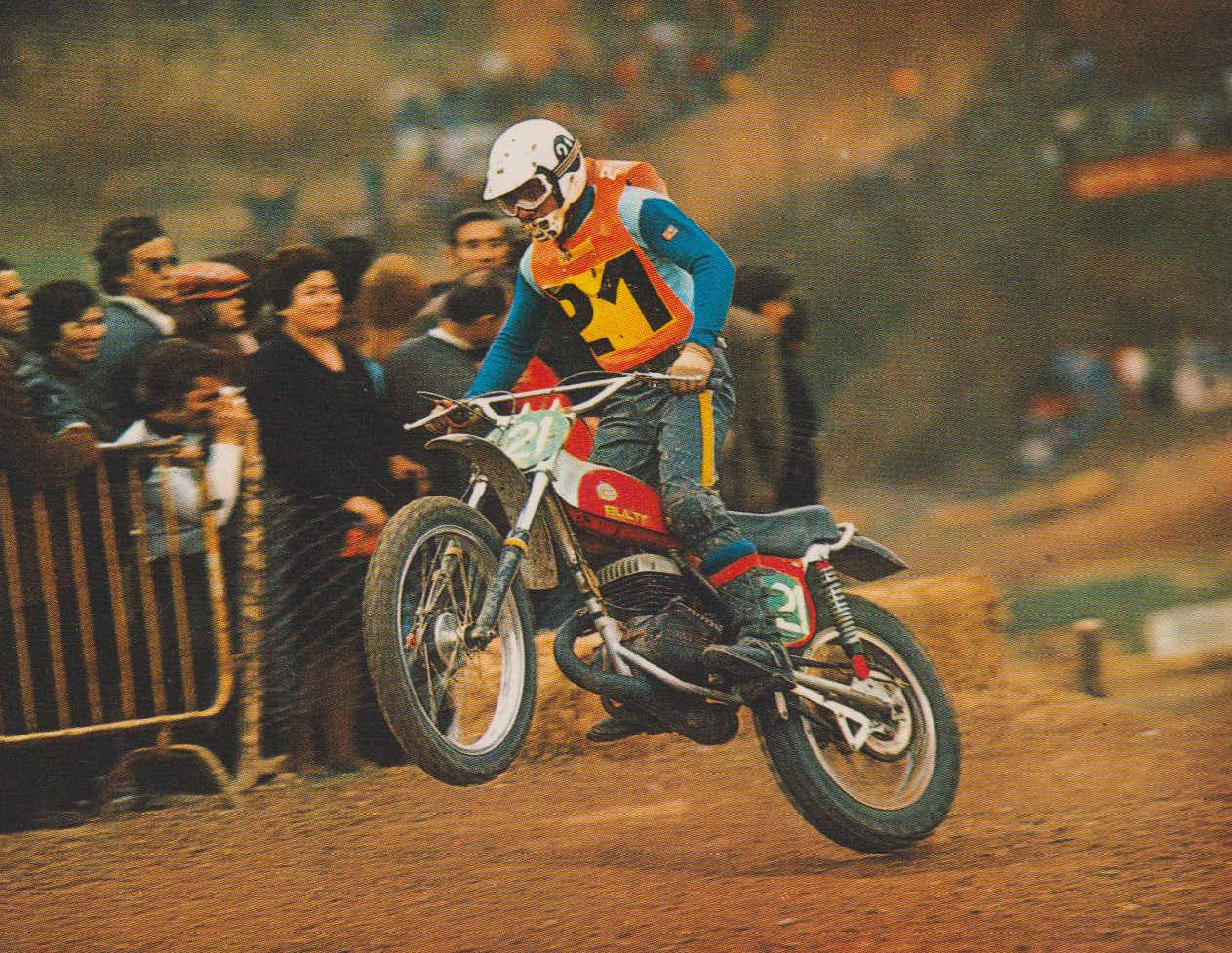
Domingo Gris amb la Pursang MK6 al circuit del Vallès el 1973

També en motocròs, amb la Pursang, Bultaco va guanyar moltes competicions i títols arreu del món, malgrat no assolir mai el campionat mundial de l'especialitat. Destacaren com a pilots de la marca:
| Marcel Wiertz    |  | Jacky Wiertz |  | Don Rickman         |
| Serge Bacou      |  | Vic Allan    |  | Bengt Åberg         |
| Jim Pomeroy      |  | Harry Everts |  | Jean Claude Laquaye |
| Oriol Puig Bultó |  | José Sánchez |  | Domingo Gris        |
| Jorge Capapey    |  | Ignasi Bultó |  | Toni Elías          |

### Enduro
Pel que fa a l'enduro, Bultaco va excel·lir en les categories dels 250 i superior a 350 cc, destacant als 60 els pilots catalans Casimir Verdaguer i Oriol Puig Bultó amb la Matador, i ja als 70 amb la Frontera 370 (que era bàsicament la Pursang "civilitzada"), Joan Riudalbàs, Toni Soler, Narcís Casas i Josep Maria Pibernat, aquests dos darrers fundadors anys a venir de l'empresa de motocicletes Gas Gas.

## Cotxes de competició Bultaco

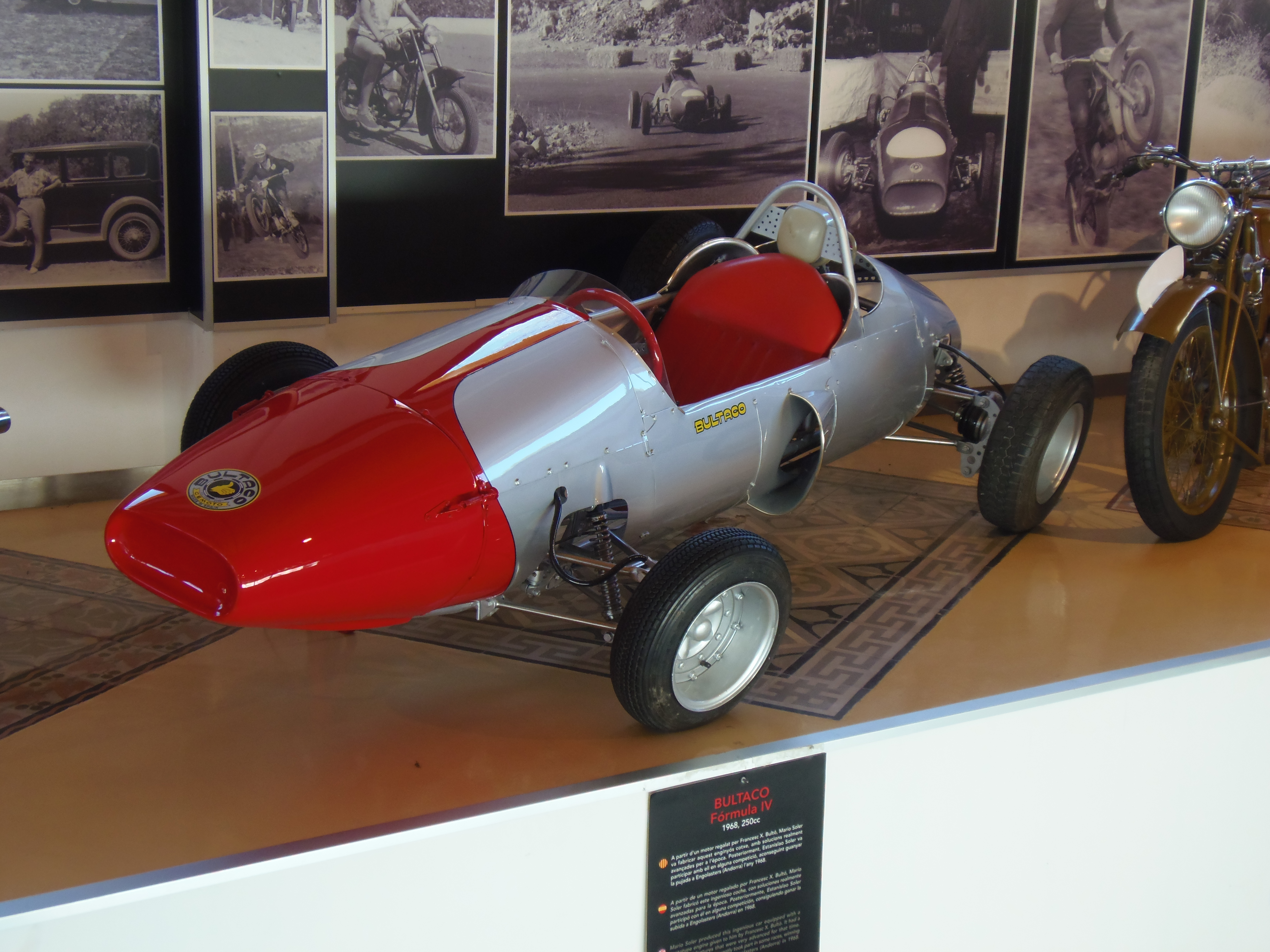
Fórmula IV obra de Màrius Soler, amb motor Bultaco de 250 cc (1968)

A banda dels motors específics per a karts que fabricà l'empresa durant els seus primers anys de vida, durant la dècada de 1960 i començaments de la de 1970 varen haver-hi nombrosos cotxes de curses equipats amb motors Bultaco. En aquella època era habitual la fabricació de cotxes de competició artesanals destinats a les curses de Fórmula IV i fórmules promocionals. Molts d'aquests cotxes muntaven motors de motocicleta de fins a 250 cc, especialment Bultaco, OSSA i Montesa. Els xassissos eren diversos: Selex, Hispakart, Tapias, Artés-Guepardo, etc.
Un d'aquests cotxes fou el que construí Màrius Soler a petició de Salvador Cañellas, equipat amb un motor prototipus regalat per Paco Bultó i dotat de solucions innovadores. Més tard, Estanis Soler (fill de Màrius) va participar amb aquest mateix cotxe en algunes competicions, aconseguint guanyar la Pujada a Engolasters (Andorra) el 1968. El mateix any, José Pérez fou segon amb un Tapias-Bultaco a la prova de Fórmula IV del Premi Ciutat de Granollers. El 1969, a la VI Pujada al Pont de Vilomara, José María Cierco quedà tercer absolut i primer de la seva categoria amb un Fórmula IV-Bultaco (Martirisa Rigola fou quart, també amb un Fórmula IV-Bultaco, i José Zamora cinquè amb un Tapias-Bultaco).
El 1971, Martí Mas i Maimó, un constructor artesà de biplaces de Barcelona, equipà el seu primer biplaça MAS 714 amb dos motors Bultaco independents, que s'accionaven mitjançant un doble accelerador.

## Fons documental
A l'arxiu del CRAI Biblioteca del Pavelló de la República es troba el Fons Bultaco. El material disponible al fons documental es va fer servir per a l'elaboració del llibre del Colectivo José Berruezo Bultaco, del mito a la realidad: (1958-1983).